# Jan Kupecký
Jan Kupecký (Pezinok, 1666 – Norimberga, 16 luglio 1740) è stato un pittore ceco.

## Biografia
Jan Kupecký nacque a Pezinok, dove si conserva la sua casa natale, nel 1666. I genitori erano provenienti dalla regione di Mladá Boleslav e come seguaci dei Fratelli boemi erano stati espulsi dal loro paese natale e avevano trovato rifugio in Slovacchia. Il padre era tessitore e si aspettava che Jan, il primogenito di quattro fratelli, volesse proseguire la sua attività, invece a 15 anni Jan lasciò la sua famiglia.
Secondo il suo biografo Kaspar Johann Füessli (1706 - 1782), "Dovette implorare, ma rimase fermo nella sua decisione fino a quando non arrivò al castello del conte Czobor."  Il pittore svizzero Benedikt Claus di Lucerna stava lavorando alla ricostruzione del castello di Holíč. Sia il pittore che il conte furono sorpresi da un ragazzo quando “... prese in mano il carboncino e iniziò a dipingere bellissimi ornamenti. Il conte gli chiese chi fosse il suo padrone e il giovane Kupecký rispose: "Sono io". Ciò bastò a rivelare il suo talento naturale per la pittura. Il conte diede a Claus 100 talleri, che dovevano essere spesi per l'educazione di Kupecký.” Dopo aver completato il lavoro, Kupecký e Claus si recarono a Vienna. Kupecký lavorava con impegno e nel tempo libero imitava le opere di Johann Carl Loth, un esponente del realismo barocco, che ammirava molto. Johann Carl Loth proveniva da Monaco, aveva vissuto a lungo a Venezia, dove riuscì a farsi strada e ad aprire il suo laboratorio lì. Dopo tre anni, Kupecký decise di porre termine al suo apprendistato con il maestro Claus e di andare a Venezia. Voleva entrare nel laboratorio di Loth. Claus gli lasciò una lettera di raccomandazione per il maestro Pietro Liberi, che decise di non accettarlo perché lo giudicava debole. Füessli non specifica esattamente cosa avesse in mente Liberi, se intendesse la debolezza fisica di Kupecký o la debolezza nella formazione. La ragione potrebbe essere stata la sua giovane età, la sua mancanza di padronanza della lingua italiana, Kupecký potrebbe anche sembrare malsano, quando arrivò a Venezia affamato. Kupecký coraggiosamente non si arrese nonostante si ritrovasse solo, senza mezzi e senza conoscere la lingua e decise di continuare il suo viaggio in Italia, spostandosi di città in città fino a quando non giunse a Roma nel 1687.

### Il periodo romano

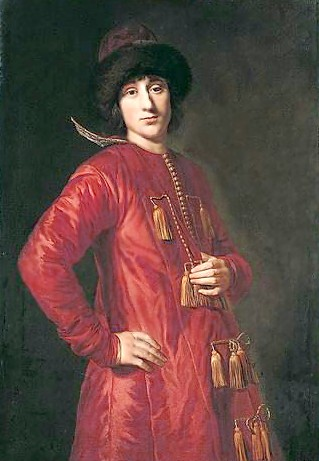
Ritratto del principe Alessandro Benedetto Sobieski

Kupecký giunse a Roma senza mezzi, senza una lettera di raccomandazione, senza conoscenza della lingua e senza altri contatti. Inizialmente, vagò per Roma, che era affollata di artisti. Al momento del suo arrivo, l'attività edilizia era al suo apice: si costruivano molte chiese barocche, ma anche numerosi palazzi e fontane. Cercò invano di trovare un impiego, fino a quando non si imbatté in un incontro fortunato. Mentre si aggirava per osterie nel tentativo di procurarsi del cibo fu notato da uno zurighese di nome Füessli, che aveva appena pranzato. Si dispiacque per lui, gli offrì da mangiare e poi decise di aiutarlo a trovare un lavoro. Da principio non ci riuscì, ma alla fine ottenne un lavoro per Kupecký per un certo maestro. Kupecký capì subito l'importanza della velocità: pagavano solo mezzo tallero per un ritratto. In un giorno era in grado di realizzare fino a nove ritratti di papi, che erano di qualità molto decente.
Oltre al suo lavoro, studiò le opere di Raffaello, Michelangelo, Tiziano, Correggio e altri. Col tempo, Kupecký trovò amici provenienti da ambienti artistici. Iniziò anche a frequentare l'accademia. Fu di nuovo aiutato dalla buona sorte. Un mercante vendette un'opera di Kupecký al principe Alessandro Benedetto Sobieski (figlio del re polacco Giovanni III Sobieski) con grande profitto. Il principe era interessato a incontrare l'artista direttamente, ma l'uomo d'affari non voleva accettare per riservarsi ulteriori profitti. Durante la sua permanenza a Roma, Kupecký si ammalò e fu curato dal medico dell'inviato imperiale, che gli consigliò un soggiorno a Frascati. Durante questo soggiorno, ritrasse molte personalità importanti, che gli consentirono un'indipendenza finanziaria. Kupecký per gratitudine donò il suo quadro Il mendicante con il ragazzo al dottore e questi lo donò all'ambasciata. Lì fu notato dal principe polacco Sobieski, che chiese di farsi presentarsi immediatamente l'autore. Il medico presentò Kupecký come un pittore tedesco. Kupecký dipinse per lui per due anni e il principe lo ricompensò generosamente.
Fu quindi richiesto dal principe Giuseppe Giovanni Adamo del Liechtenstein a Vienna. Prima di lasciare l'Italia, Kupecký compì un viaggio di studio a Firenze e a Bologna.
Sebbene Kupecký sia stato attivo a Roma per quasi vent'anni, non sono state conservate informazioni accurate sulle sue opere e si può presumere che ce ne siano state molte. La Galleria degli Uffizi di Firenze custodisce un suo autoritratto.

### Il periodo viennese

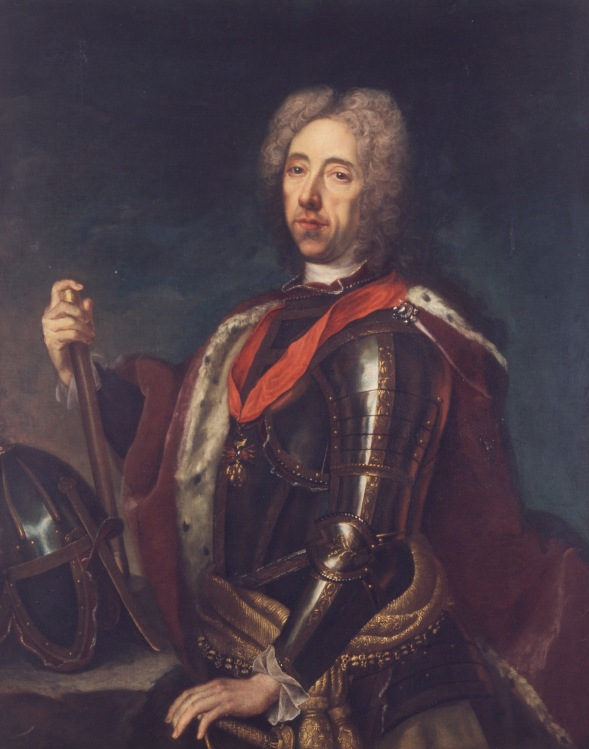
Il ritratto del principe Eugenio, Vienna, Heeresgeschichtliches Museum.

Si presume che la vicinanza della patria sia stata la ragione per cui decise di accettare l'offerta di lavorare a Vienna, dove giunse alla fine del 1706 o all'inizio del 1707. Era già in grado di scegliere liberamente l'incarico e i committenti. Ebbe molto successo a Vienna e dipinse persino l'imperatore Giuseppe I, Elisabetta Cristina di Brunswick-Wolfenbüttel, futura moglie dell'imperatore Carlo VI, il principe Eugenio di Savoia, molti magnati ungheresi, principesse polacche e altre personalità importanti.
Lo zar Pietro il Grande mostrò interesse per il suo lavoro, invitandolo a Karlovy Vary. Kupecký lo temeva molto ed era riluttante a soddisfare la sua richiesta. Lo zar lo richiese attraverso il suo ambasciatore. Trasmise la richiesta dello zar all'imperatore Carlo VI. A Kupecký fu ordinato di partire, ma nella lettera di accompagnamento gli furono concessi solo sei mesi di ferie, al termine delle quali doveva tornare a Vienna per terminare il suo lavoro. Kupecký e lo zar parlavano in ceco ed entrambi si sentirono molto a proprio agio durante le sedute per i ritratti. Lo zar era estremamente soddisfatto del suo lavoro, che premiò con abbondanti compensi ed espresse il desiderio di avere più copie del suo ritratto. Lo zar mandò un suo ritratto a San Pietroburgo per coniare le monete con il suo profilo. Pietro il Grande offrì a Kupecký di entrare al suo servizio. Füessli afferma che Kupecký gli ripeteva che di tutte le personalità dipinte, lo zar fu quello che gli lasciò la più profonda impressione, e che se le circostanze gli avessero permesso di farlo, avrebbe voluto entrare al suo servizio.
Dopo essere tornato a Vienna, venne a sapere della morte di suo padre e l'incapacità di scusarsi per essere fuggito dalla casa paterna lo afflisse molto. Cercò di contattare il suo primo insegnante, Claus, che era morto anch'egli. Si ricordò della figlia e le fece visita, scoprendo che si trovava in condizioni di grande bisogno. Per rimpianto, per la sua bellezza o per gratitudine verso suo padre, decise di sposarla, ma il matrimonio non fu felice. Sua moglie gli fu infedele. Kupecký ricevette le lettere che la moglie scambiava con il suo amante. Füessli scrive che Kupecký non sapesse leggere e scrivere bene in tedesco, quindi fu l'amico a dovergliele leggere.
Dalla moglie ebbe due figli, un maschio e una femmina, che morirono entrambi in tenera età. Del figlio si hanno informazioni precise, mentre non si conosce la data di nascita della figlia, la relazione tra lei e il padre né la reazione alla sua morte. La figlia è menzionata solo nell'inventario delle sue opere nel testamento, dove è raffigurata in un dipinto.
Anche i dipinti con temi slovacchi risalgono a questo periodo viennese, tra cui un ritratto di sua madre in costume slovacco. Non ci sono informazioni esatte sull'incontro con la madre o sulla visita del paese natale. Le sue opere a tema slovacco come il Ritratto di un ragazzo slovacco con la pipa, un Uomo con un piatto, un pesce e una brocca, lo stesso ritratto di sua madre o i Pastori slovacchi accanto al fuoco presentano Kupecký come un maestro maturo. Il vivace realismo di queste opere e allo stesso tempo la naturalezza dell'espressione lo testimoniano completamente.
L'imperatore Carlo VI era entusiasta dei dipinti di Kupecký, tanto che gli chiese di diventare il suo pittore di corte, lasciando a lui stabilire le condizioni d'ingaggio. Con grande sorpresa di tutti, Kupecký respinse educatamente questa offerta, spiegando che non voleva dipendere da nessuno e preferiva rimanere un artista indipendente. In considerazione della politica di ricattolicizzazione di Carlo VI e temendo la sua rabbia e la sua vendetta, Kupecký decise di lasciare Vienna. Forse temeva che a causa del rifiuto dell'offerta dell'imperatore, la punizione dovesse inevitabilmente arrivare.
Kupecký scrisse a Blendinger, un amico conosciuto a Roma che viveva a Norimberga, e gli chiese di cercare un alloggio. Gli offrì la sua casa. Quando Kupecký fu convinto che sua moglie e suo figlio fossero al sicuro, fuggì segretamente da Vienna di notte.

### Il periodo di Norimberga
Al suo arrivo, fu accolto calorosamente dai funzionari della città e fu sommerso di richieste di ritratti di varie personalità locali. Dipinse persino i vescovi di Würzburg e di Bamberga. Gli fu chiesto di ritrarre il re d'Inghilterra o la regina di Danimarca, ma declinò entrambe le offerte per motivi di salute.
Una grande tragedia colpì Kupecký: suo figlio Christian Johann Friedrich morì all'età di 17 anni di vaiolo. Il figlio era ben istruito per la sua età (conosceva latino e greco), ed era anche artisticamente dotato: suonava il pianoforte, dipingeva, e dava segno di poter diventare un ottimo pittore. Si può quindi presumere che avrebbe seguito le orme di suo padre. Dopo la morte di suo figlio, Kupecký si rinchiuse completamente in sé stesso. Cedette al dolore, a tal punto che gli amici temevano per lui. Non voleva nemmeno lasciare che suo figlio fosse sepolto. Alla fine Füessli decise di farlo seppellire. Quando Kupecký superò la sua grande tristezza, ringraziò Füessli e pagò tutte le spese del funerale. Non appena si calmò, fu investito ancora dai problemi matrimoniali. Scrisse un testamento in cui lasciava parte dell'eredità ai poveri. Inizialmente voleva escludere sua moglie dall'eredità a causa della rinnovata infedeltà. Tuttavia, sua moglie lo minacciò con una causa e lui decise di lasciarle i suoi beni. Ormai soffriva già di un enorme dolore causato dalla podagra e dall'idropisia, che lo affliggevano da lungo tempo. In uno dei suoi autoritratti, si può vedere che si è dipinto con una mano gonfia bendata a causa di questa malattia. Morì il 16 luglio 1740.
Sebbene Kupecký godesse di stima a Norimberga e fosse spesso invitato da personalità importanti, dovette essere seppellito quasi in segreto e in silenzio in quanto protestante, che neppure interveniva alle funzioni di precetto: la sua tomba rimane sconosciuta.

## Opere principali
- Autoritratto con pipa (Pinacoteca Willibald von Dirksen, Berlino)
- Autoritratto con moglie e figlio (Museo di belle arti, Budapest)
- Autoritratto con il ritratto della moglie (Národní galerie, Praga)
- Autoritratto con gli occhiali e il figlio (Gemäldegalerie, Braunschweig)
- Ritratto del miniaturista Carlo Bruni, 1709 (Národní galerie, Praga)
- Clarinettista (Museo di belle arti, Budapest)
- Allegoria della pittura (Národní galerie, Praga)
- Allegoria della scultura (Národní galerie, Praga)
- Ritratto di Eugenio di Savoia (Moravská galerie, Brno)
- Ritratto di una giovane polacca, 1710
- Ritratto del pittore Franz Werner Tamm (Statens Museum for Kunst, Copenaghen)
- Ritratto di Edvige Francesca Wussin, 1716 (Národní galerie, Praga)